# Phyllachora weirii
Phyllachora weirii är en svampart som först beskrevs av Chardón, och fick sitt nu gällande namn av P.F. Cannon 1991. Phyllachora weirii ingår i släktet Phyllachora och familjen Phyllachoraceae.   Inga underarter finns listade i Catalogue of Life.